# Liste des membres de l'Assemblée parlementaire européenne 1958-1959
La première assemblée parlementaire européenne a vu le jour le 19 mars 1958. Elle est composée de parlementaires déléguée par les six pays membres : l'Allemagne, la Belgique, la France, l'Italie, le Luxembourg et les Pays-Bas. Elle restera en fonction de mars 1958 à avril 1959.
Les parlementaires se regroupent en fonction de leurs tendances politiques :
- Le Groupe démocrate-chrétien compte 67 membres (65 membres au terme).
- Le Groupe socialiste compte 38 membres (34 au terme).
- Le Groupe des libéraux et apparentés compte 35 membres (41 au terme).
- 2 membres sont non-inscrits (0 au terme).

## Composition (en fin de période)
| Nom                                    | Groupe parlementaire              | Pays       | Mandat                        | Remplacement/Décès/Départ                         |
| -------------------------------------- | --------------------------------- | ---------- | ----------------------------- | ------------------------------------------------- |
| Gustave Alric                          | Groupe des libéraux et apparentés | France     |                               |                                                   |
| Ezio Amadeo                            | Groupe socialiste                 | Italie     |                               |                                                   |
| Giovanni Maria Angioy                  | Groupe des libéraux et apparentés | Italie     |                               |                                                   |
| Jean-Hilaire Aubame                    | Groupe démocrate-chrétien         | France     |                               |                                                   |
| Ouali Azem                             | Groupe des libéraux et apparentés | France     |                               | entré en cours de période                         |
| Edoardo Battaglia                      | Groupe des libéraux et apparentés | Italie     | Vice-président de l'Assemblée |                                                   |
| Emilio Battista                        | Groupe démocrate-chrétien         | Italie     | Vice-président de l'Assemblée |                                                   |
| Jean Bech                              | Groupe démocrate-chrétien         | Luxembourg |                               | entré en cours de période                         |
| Camille Bégué                          | Groupe des libéraux et apparentés | France     |                               | entré en cours de période                         |
| Karl Bergmann                          | Groupe socialiste                 | Allemagne  |                               |                                                   |
| Jean Bernasconi                        | Groupe des libéraux et apparentés | France     |                               | entré en cours de période                         |
| Alfred Bertrand                        | Groupe démocrate-chrétien         | Belgique   |                               |                                                   |
| Willi Birkelbach                       | Groupe socialiste                 | Allemagne  | Président de groupe           |                                                   |
| Kurt Birrenbach                        | Groupe démocrate-chrétien         | Allemagne  |                               |                                                   |
| Pieter Blaisse                         | Groupe démocrate-chrétien         | Pays-Bas   |                               |                                                   |
| Antonio Boggiano Pico                  | Groupe démocrate-chrétien         | Italie     |                               |                                                   |
| Georges Bohy                           | Groupe socialiste                 | Belgique   |                               |                                                   |
| Uberto Bonino                          | Groupe des libéraux et apparentés | Italie     |                               |                                                   |
| Paolo Bonomi                           | Groupe démocrate-chrétien         | Italie     |                               |                                                   |
| Roland Boscary-Monsservin              | Groupe des libéraux et apparentés | France     |                               | entré en cours de période                         |
| Jean-Éric Bousch                       | Groupe des libéraux et apparentés | France     |                               | entré en cours de période                         |
| André Boutemy                          | Groupe des libéraux et apparentés | France     |                               |                                                   |
| Giorgio Braccesi                       | Groupe démocrate-chrétien         | Italie     |                               |                                                   |
| Carl Braitenberg                       | Groupe démocrate-chrétien         | Italie     |                               |                                                   |
| Louis Briot                            | Groupe des libéraux et apparentés | France     |                               | entré en cours de période                         |
| Friedrich Burgbacher                   | Groupe démocrate-chrétien         | Allemagne  |                               |                                                   |
| Philippe van Campen                    | Groupe démocrate-chrétien         | Pays-Bas   |                               |                                                   |
| Roberto Cantalupo                      | Groupe des libéraux et apparentés | Italie     |                               |                                                   |
| Enrico Carboni                         | Groupe démocrate-chrétien         | Italie     |                               |                                                   |
| Roger Carcassonne                      | Groupe socialiste                 | France     |                               |                                                   |
| Antonio Carcaterra                     | Groupe démocrate-chrétien         | Italie     |                               |                                                   |
| Antonio Cavalli                        | Groupe démocrate-chrétien         | Italie     |                               |                                                   |
| Giuseppe Cerulli-Irelli                | Groupe démocrate-chrétien         | Italie     |                               |                                                   |
| René Charpentier                       | Groupe démocrate-chrétien         | France     |                               |                                                   |
| Pierre Coulon                          | Groupe des libéraux et apparentés | France     |                               |                                                   |
| Henri Darras                           | Groupe socialiste                 | France     |                               | entré en cours de période                         |
| August De Block                        | Groupe socialiste                 | Belgique   |                               |                                                   |
| Francesco De Bosio                     | Groupe démocrate-chrétien         | Italie     |                               |                                                   |
| Fernand Dehousse                       | Groupe socialiste                 | Belgique   |                               |                                                   |
| Heinrich Deist                         | Groupe socialiste                 | Allemagne  |                               |                                                   |
| Roger De Kinder                        | Groupe socialiste                 | Belgique   |                               | entré en cours de période                         |
| Marguerite De Riemaecker-Legot         | Groupe démocrate-chrétien         | Belgique   |                               |                                                   |
| Arved Deringer                         | Groupe démocrate-chrétien         | Allemagne  |                               |                                                   |
| Pierre De Smet                         | Groupe démocrate-chrétien         | Belgique   |                               |                                                   |
| Francesco De Vita                      | Groupe socialiste                 | Italie     |                               |                                                   |
| Jean Drouot-L'Hermine                  | Groupe des libéraux et apparentés | France     |                               | entré en cours de période                         |
| André Dulin                            | Groupe des libéraux et apparentés | France     |                               | entré en cours de période                         |
| Jean Duvieusart                        | Groupe démocrate-chrétien         | Belgique   |                               |                                                   |
| Ernst Engelbrecht-Greve                | Groupe démocrate-chrétien         | Allemagne  |                               |                                                   |
| Yves Estève                            | Groupe des libéraux et apparentés | France     |                               | Non-inscrit ayant rejoint les libéraux            |
| Maurice Faure                          | Groupe des libéraux et apparentés | France     |                               | entré en cours de période                         |
| Jean Filliol                           | Groupe des libéraux et apparentés | France     |                               | entré en cours de période                         |
| Marcel Fischbach                       | Groupe démocrate-chrétien         | Luxembourg |                               | entré en cours de période                         |
| Jean Fohrmann                          | Groupe socialiste                 | Luxembourg | Vice-président de l'Assemblée |                                                   |
| Ferdinand Friedensburg                 | Groupe démocrate-chrétien         | Allemagne  |                               |                                                   |
| Hans Furler                            | Groupe démocrate-chrétien         | Allemagne  | Vice-président de l'Assemblée |                                                   |
| Arthur Gailly                          | Groupe socialiste                 | Belgique   |                               |                                                   |
| Bortolo Galletto                       | Groupe démocrate-chrétien         | Italie     |                               |                                                   |
| Hugo Geiger (de)                       | Groupe démocrate-chrétien         | Allemagne  |                               |                                                   |
| Écuyer Marinus van der Goes van Naters | Groupe socialiste                 | Pays-Bas   |                               |                                                   |
| Luciano Granzotto Basso                | Groupe socialiste                 | Italie     |                               |                                                   |
| Raffaele Guariglia                     | Groupe des libéraux et apparentés | Italie     |                               |                                                   |
| Teresio Guglielmone                    | Groupe démocrate-chrétien         | Italie     |                               | Décès en cours de mandat                          |
| Karl Hahn                              | Groupe démocrate-chrétien         | Allemagne  |                               |                                                   |
| Hamani Diori                           | Groupe des libéraux et apparentés | France     |                               |                                                   |
| Cornelis Hazenbosch                    | Groupe démocrate-chrétien         | Pays-Bas   | Vice-président de l'Assemblée |                                                   |
| Fritz Hellwig                          | Groupe démocrate-chrétien         | Allemagne  |                               | entré en cours de période                         |
| Joseph Herr                            | Groupe démocrate-chrétien         | Luxembourg |                               | entré en cours de période                         |
| Josef Illerhaus                        | Groupe démocrate-chrétien         | Allemagne  |                               |                                                   |
| Marinus Janssen                        | Groupe démocrate-chrétien         | Pays-Bas   |                               |                                                   |
| Charles Janssens                       | Groupe des libéraux et apparentés | Belgique   | Vice-président de l'Assemblée |                                                   |
| Helmut Kalbitzer                       | Groupe socialiste                 | Allemagne  | Vice-président de l'Assemblée |                                                   |
| Paulus Kapteyn                         | Groupe socialiste                 | Pays-Bas   |                               |                                                   |
| Hermann Kopf                           | Groupe démocrate-chrétien         | Allemagne  |                               |                                                   |
| Hendrik Korthals                       | Groupe des libéraux et apparentés | Pays-Bas   |                               |                                                   |
| Gerhard Kreyssig                       | Groupe socialiste                 | Allemagne  |                               |                                                   |
| Antoine Krier                          | Groupe socialiste                 | Luxembourg |                               | entré en cours de période                         |
| Jean Laborbe                           | Groupe des libéraux et apparentés | France     |                               | Décès en cours de mandat                          |
| Pierre Lagaillarde                     | Groupe des libéraux et apparentés | France     |                               | entré en cours de période                         |
| Victor Leemans                         | Groupe démocrate-chrétien         | Belgique   |                               |                                                   |
| Jean Legendre                          | Groupe des libéraux et apparentés | France     |                               | entré en cours de période                         |
| Philippe le Hodey                      | Groupe démocrate-chrétien         | Belgique   |                               | entré en cours de période remplace Pierre Wigny   |
| Aloys Lenz                             | Groupe démocrate-chrétien         | Allemagne  |                               |                                                   |
| Paul Leverkuehn                        | Groupe démocrate-chrétien         | Allemagne  |                               |                                                   |
| Wilhelm Lichtenauer                    | Groupe démocrate-chrétien         | Pays-Bas   |                               |                                                   |
| Heinrich Lindenberg                    | Groupe démocrate-chrétien         | Allemagne  |                               |                                                   |
| Henri Longchambon                      | Groupe des libéraux et apparentés | France     |                               | entré en cours de période                         |
| Hans-August Lücker                     | Groupe démocrate-chrétien         | Allemagne  |                               |                                                   |
| Christian Lunet de la Malène           | Groupe des libéraux et apparentés | France     |                               | entré en cours de période                         |
| Robert Margulies                       | Groupe des libéraux et apparentés | Allemagne  |                               |                                                   |
| Mario Marina                           | Groupe des libéraux et apparentés | Italie     |                               |                                                   |
| Mario Martinelli                       | Groupe démocrate-chrétien         | Italie     |                               |                                                   |
| Edoardo Martino                        | Groupe démocrate-chrétien         | Italie     |                               |                                                   |
| Gaetano Martino                        | Groupe des libéraux et apparentés | Italie     |                               |                                                   |
| Ludwig Metzger                         | Groupe socialiste                 | Allemagne  |                               |                                                   |
| Bertrand Motte                         | Groupe des libéraux et apparentés | France     |                               | entré en cours de période                         |
| Roger Motz                             | Groupe des libéraux et apparentés | Belgique   |                               | entré en cours de période remplace Pierre Warnant |
| Ernst Müller-Hermann                   | Groupe démocrate-chrétien         | Allemagne  |                               |                                                   |
| Gerard Nederhorst                      | Groupe socialiste                 | Pays-Bas   |                               |                                                   |
| Willy Odenthal                         | Groupe socialiste                 | Allemagne  |                               | entré en cours de période                         |
| Josef Oesterle                         | Groupe démocrate-chrétien         | Allemagne  |                               |                                                   |
| Alain Peyrefitte                       | Groupe des libéraux et apparentés | France     |                               |                                                   |
| Attilio Piccioni                       | Groupe démocrate-chrétien         | Italie     |                               |                                                   |
| René Pleven                            | Groupe des libéraux et apparentés | France     | Président de Groupe           |                                                   |
| Cornelis van der Ploeg                 | Groupe démocrate-chrétien         | Pays-Bas   |                               |                                                   |
| Alain Poher                            | Groupe démocrate-chrétien         | France     | Président de groupe           |                                                   |
| Sijbrandus Posthumus                   | Groupe socialiste                 | Pays-Bas   |                               |                                                   |
| Maria Probst                           | Groupe démocrate-chrétien         | Allemagne  |                               |                                                   |
| Ludwig Ratzel                          | Groupe socialiste                 | Allemagne  |                               |                                                   |
| Étienne Restat                         | Groupe des libéraux et apparentés | France     |                               | entré en cours de période                         |
| Hans Richarts                          | Groupe démocrate-chrétien         | Allemagne  |                               |                                                   |
| W. Rip                                 | Groupe démocrate-chrétien         | ?          |                               | Décès en cours de mandat                          |
| Hector Rivierez                        | Groupe des libéraux et apparentés | France     |                               |                                                   |
| Henri Rochereau                        | Groupe des libéraux et apparentés | France     |                               |                                                   |
| Enrico Roselli                         | Groupe démocrate-chrétien         | Italie     |                               |                                                   |
| Leopoldo Rubinacci                     | Groupe démocrate-chrétien         | Italie     |                               |                                                   |
| Armando Sabatini                       | Groupe démocrate-chrétien         | Italie     |                               |                                                   |
| Xavier Salado                          | Groupe des libéraux et apparentés | France     |                               | entré en cours de période                         |
| Natale Santero                         | Groupe démocrate-chrétien         | Italie     |                               |                                                   |
| Alain Savary                           | Groupe socialiste                 | France     |                               |                                                   |
| Walter Scheel                          | Groupe des libéraux et apparentés | Allemagne  |                               |                                                   |
| Heinrich Schild                        | Groupe démocrate-chrétien         | Allemagne  |                               | entré en cours de période                         |
| Guglielmo Schiratti                    | Groupe démocrate-chrétien         | Italie     |                               |                                                   |
| Helmut Schmidt                         | Groupe socialiste                 | Allemagne  |                               |                                                   |
| Reinhold Schmidt                       | Groupe socialiste                 | Allemagne  |                               |                                                   |
| Wilhelmus Schuijt                      | Groupe démocrate-chrétien         | Pays-Bas   |                               |                                                   |
| Robert Schuman                         | Groupe démocrate-chrétien         | France     | Président de l'Assemblée      |                                                   |
| Alberto Simonini                       | Groupe socialiste                 | Italie     |                               |                                                   |
| Isidoor Smets                          | Groupe socialiste                 | Belgique   |                               |                                                   |
| Heinz Starke                           | Groupe des libéraux et apparentés | Allemagne  |                               |                                                   |
| Anton Storch                           | Groupe démocrate-chrétien         | Allemagne  |                               |                                                   |
| Heinrich Sträter                       | Groupe socialiste                 | Allemagne  |                               |                                                   |
| Käte Strobel                           | Groupe socialiste                 | Allemagne  |                               |                                                   |
| Amor Tartufoli                         | Groupe démocrate-chrétien         | Italie     |                               |                                                   |
| Gaston Thorn                           | Groupe des libéraux et apparentés | Luxembourg |                               | entré en cours de période                         |
| Zefferino Tomè                         | Groupe démocrate-chrétien         | Italie     |                               |                                                   |
| Michele Troisi                         | Groupe démocrate-chrétien         | Italie     |                               |                                                   |
| Daniele Turani                         | Groupe démocrate-chrétien         | Italie     |                               |                                                   |
| Francis Vals                           | Groupe socialiste                 | France     |                               |                                                   |
| Athos Valsecchi                        | Groupe démocrate-chrétien         | Italie     |                               |                                                   |
| Émile Vanrullen                        | Groupe socialiste                 | France     | Vice-président de l'Assemblée |                                                   |
| Jacques Vendroux                       | Groupe des libéraux et apparentés | France     |                               | entré en cours de période                         |
| Hendrikus Vredeling                    | Groupe socialiste                 | Pays-Bas   |                               |                                                   |
| Pierre Wigny                           | Groupe démocrate-chrétien         | Belgique   | Président de Groupe           | Non renouvelé en cours de période                 |

## Députés non-renouvelés en cours de période
Les députés non renouvelés en cours de période sont :
- Groupe démocrate-chrétien : André Colin, Pierre Grégoire, Fernand Loesch, N. Margue, Pierre-Henri Teitgen, Pierre Wigny ;
- Groupe des libéraux : Jean Berthoin, Henri Caillavet, Édouard Corniglion-Molinier, Jean Crouzier, Paul Devinat, Alexander Elbrächter, Pierre de Félice, Georges Laffargue, Michel Maurice-Bokanowski, André Mutter, Antoine Pinay, Michel Raingeard, Eugène Schaus, Mme Jacqueline Thome-Patenôtre, baron Pierre Warnant ;
- Groupe socialiste : Jean Charlot, Kurt Conrad, Gilles Gozard, Pierre van Kauvenbergh, Pierre-Olivier Lapie, Georg Leber, Jozef Magé, François Tanguy-Prigent ;
- Non-inscrits : Michel Debré.